# 2012-es férfi kézilabda-Ázsia-bajnokság
A 2012-es férfi kézilabda-Ázsia-bajnokságot Szaúd-Arábiában, Dzsiddában rendezték meg. Az első három helyezett kijutott a 2013-as férfi kézilabda-világbajnokságra.

## Lebonyolítás
A 10 csapatot 2 darab 5 csapatos csoportba osztják, ahonnan az első két helyezett továbbjutott az elődöntőbe. A csoportok 3–5. helyezettjei az 5–10. helyért játszattak.

## Eredmények

### Csoportkör
| Jelmagyarázat                                                           |
| ----------------------------------------------------------------------- |
| A csoportok első két helyezettje bejutott az egyenes kieséses szakaszba |
| A csoportok 3–5. helyezettjei az 5–10. helyért játszhattak              |

#### A csoport
| Csapat    | M | Gy | D | V | G+  | G-  | Gk  | P |
| --------- | - | -- | - | - | --- | --- | --- | - |
| Dél-Korea | 4 | 4  | 0 | 0 | 106 | 87  | +19 | 8 |
| Japán     | 4 | 2  | 0 | 2 | 117 | 104 | +13 | 4 |
| Irán      | 4 | 2  | 0 | 2 | 99  | 95  | +4  | 4 |
| Kuvait    | 4 | 2  | 0 | 2 | 111 | 111 | 0   | 4 |
| Jordánia  | 4 | 0  | 0 | 4 | 80  | 116 | –36 | 0 |

#### B csoport
| Csapat                  | M | Gy | D | V | G+  | G-  | Gk   | P |
| ----------------------- | - | -- | - | - | --- | --- | ---- | - |
| Katar                   | 4 | 3  | 1 | 0 | 120 | 90  | +30  | 7 |
| Szaúd-Arábia            | 4 | 2  | 2 | 0 | 120 | 80  | +40  | 6 |
| Bahrein                 | 4 | 2  | 1 | 1 | 131 | 94  | +37  | 5 |
| Egyesült Arab Emírségek | 4 | 1  | 0 | 3 | 109 | 104 | +5   | 2 |
| Üzbegisztán             | 4 | 0  | 0 | 4 | 68  | 180 | –112 | 0 |

### Helyosztók

#### A 9. helyért
| Február 2. 14:00 | Jordánia | 32 - 30 | Üzbegisztán | Green Hall, Dzsidda |
| Február 2. 14:00 | (17-17)  |         |             | Green Hall, Dzsidda |
| Február 2. 14:00 |          |         |             | Green Hall, Dzsidda |

#### A 7. helyért
| Február 3. 14:30 | Kuvait  | 29 - 31 | Egyesült Arab Emírségek | Green Hall, Dzsidda |
| Február 3. 14:30 | (12-15) |         |                         | Green Hall, Dzsidda |
| Február 3. 14:30 |         |         |                         | Green Hall, Dzsidda |

#### Az 5. helyért
| Február 3. 16:30 | Irán    | 25 - 20 | Bahrein | Green Hall, Dzsidda |
| Február 3. 16:30 | (11-12) |         |         | Green Hall, Dzsidda |
| Február 3. 16:30 |         |         |         | Green Hall, Dzsidda |

### Egyenes kieséses szakasz
|  |              |              |           |               |    |           |           |       |
|  | Elődöntők    | Elődöntők    | Elődöntők |               |    | Döntő     | Döntő     | Döntő |
|  | Elődöntők    | Elődöntők    | Elődöntők |               |    | Döntő     | Döntő     | Döntő |
|  | február 3.   |              |           |               |    |           |           |       |
|  |              |              |           |               |    |           |           |       |
|  | Dél-Korea    | Dél-Korea    | 27        |               |    |           |           |       |
|  | Dél-Korea    | Dél-Korea    | 27        | február 5.    |    |           |           |       |
|  | Szaúd-Arábia | Szaúd-Arábia | 26        |               |    |           |           |       |
|  | Szaúd-Arábia | Szaúd-Arábia | 26        |               |    | Dél-Korea | Dél-Korea | 23    |
|  | február 3.   |              |           |               |    | Dél-Korea | Dél-Korea | 23    |
|  |              |              | Katar     | Katar         | 22 |           |           |       |
|  | Katar        | Katar        | Katar     | Katar         | 22 | 33        |           |       |
|  | Katar        | Katar        |           |               |    |           |           |       |
|  | Japán        | Japán        | 28        |               |    |           |           |       |
|  | Japán        | Japán        | 28        | Bronzmérkőzés |    |           |           |       |
|  |              |              |           |               |    |           |           |       |
|  | február 5.   |              |           |               |    |           |           |       |
|  |              |              |           |               |    |           |           |       |
|  | Szaúd-Arábia | Szaúd-Arábia | 25        |               |    |           |           |       |
|  | Szaúd-Arábia | Szaúd-Arábia | 25        |               |    |           |           |       |
|  | Japán        | Japán        | 21        |               |    |           |           |       |
|  | Japán        | Japán        | 21        |               |    |           |           |       |